# Adressbuch des Buchhandels in Berlin und Brandenburg
Das Adressbuch des Buchhandels in Berlin und Brandenburg ist ein regelmäßig erscheinendes Branchenbuch des Börsenvereins des Deutschen Buchhandels für die Bundesländer Berlin und Brandenburg.

## Geschichte
Das Adressbuch erschien seit 1891 mit verschiedenen Bezeichnungen, meist herausgegeben von der Korporation Berliner Buchhändler
- Hilfsbuch für den Berliner Buchhandel, 1891–1914
- Adreßbuch für den Berliner Buchhandel, 1919–1938
- Adreßbuch des Berliner Buchhandels, 1939, 1942
- Adreßbuch des Berliner Buchhandels, 1952–1989, in West-Berlin
- Adreßbuch des Buchhandels in Berlin und Brandenburg, seit 1992

## Inhalt
Das Adressbuch für den Buchhandel in Berlin und Brandenburg enthält Adressen und Kontaktangaben fast aller Buchhandlungen und Verlage in Berlin und Brandenburg sowie von Vertretungen auswärtiger Buchhandlungen und Verlage in der Region. Dazu sind die Verkehrsordnung und weitere Informationen angegeben.